# Harlequin Air
Pour les articles homonymes, voir Harlequin.

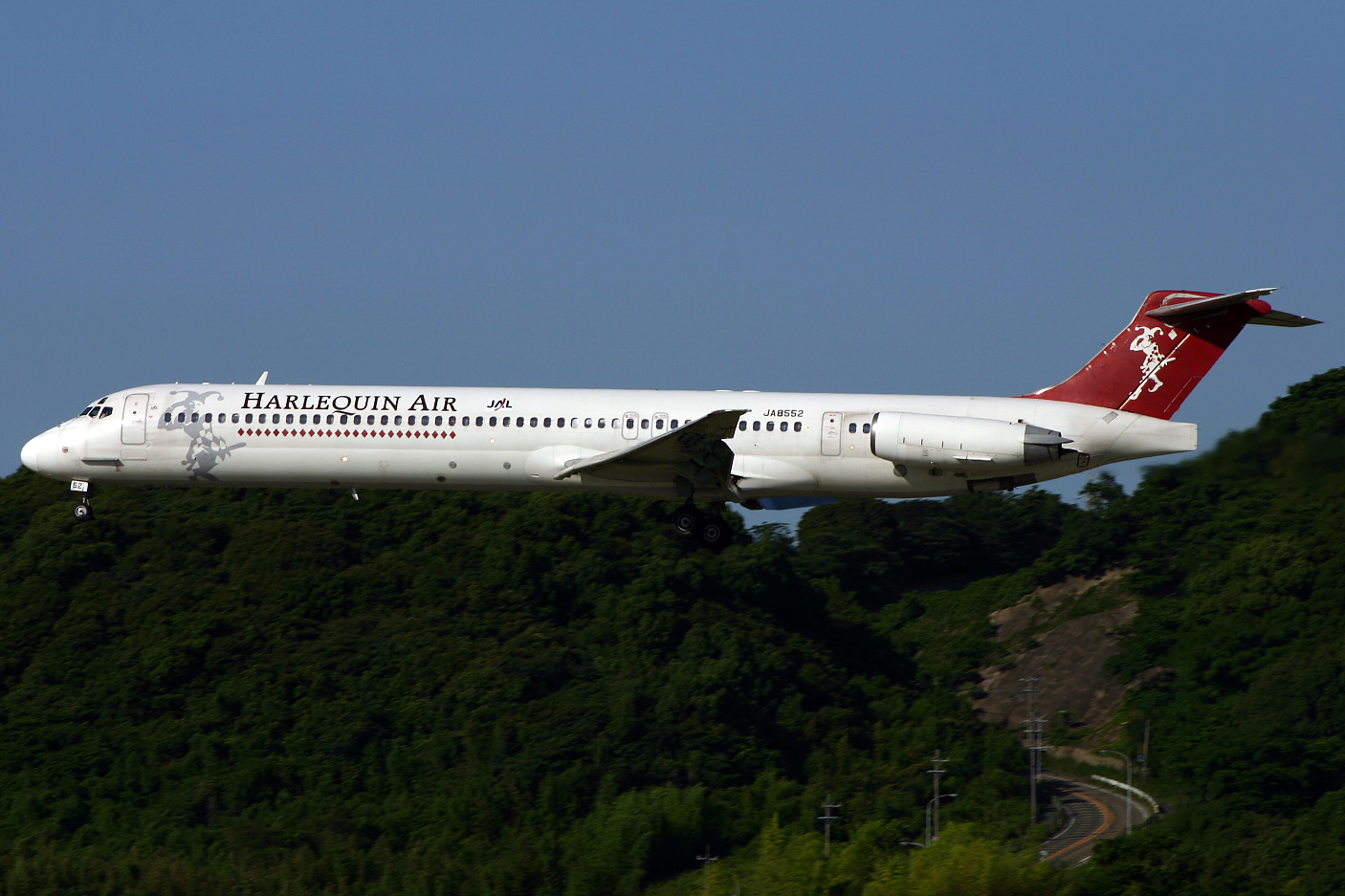
MD81 d'Harlequin Air en 2004

Harlequin Air (code AITA :  JH ; code OACI : HLQ) était une compagnie aérienne japonaise, membre du groupe Japan Airlines, de 1997 à 2005.